# تیلویتسا ماژاتک
تیلویتسا ماژاتک (به لاتین: Tylwica-Majątek) یک منطقهٔ مسکونی در لهستان است که در Gmina Michałowo واقع شده‌است.